# Pomnik Mozarta w Salzburgu
Pomnik Mozarta w Salzburgu – monument (pełna statua na cokole) autorstwa Ludwiga von Schwanthalera, znajdujący się w Salzburgu, w Austrii, przedstawiający urodzonego w tym mieście i z Salzburgiem przez wiele lat związanego kompozytora Wolfganga A. Mozarta. Został on odsłonięty w roku 1842.
Wolfgang A. Mozart urodził się w Salzburgu 27 stycznia 1756 roku i, mimo licznych artystycznych podróży, był obywatelem miasta do roku 1781, kiedy to osiedlił się w Wiedniu, zrywając wcześniej stosunki z arcybiskupem salzburskim Colloredo. Także w Salzburgu i dla Salzburga powstało wiele jego kompozycji. Śmierć kompozytora w roku 1791 nastąpiła w okresie nie tylko jego artystycznego rozkwitu, ale wręcz można powiedzieć całkowitej pełni twórczej, w momencie jaki w swojej twórczości osiąga niewielu tylko artystów w ogóle. Toteż z biegiem czasu powstawała nie tylko naturalna potrzeba gromadzenia jego dorobku jako kompozytora. Również została zorganizowana wielka zbiórka pieniędzy, aby go upamiętnić w jego rodzinnym mieście. W wyniku tej zbiórki zlecenie wykonania klasycystycznego pomnika otrzymał monachijski rzeźbiarz Ludwig von Schwanthaler. Statua stanęła na Michaelerplatz, który później przemianowano na Plac Mozarta. Odsłonięciu monumentu w 1842 roku towarzyszyli synowie kompozytora Carl Thomas i Franz Xaver Wolfgang Mozartowie.